# Eino Haipus

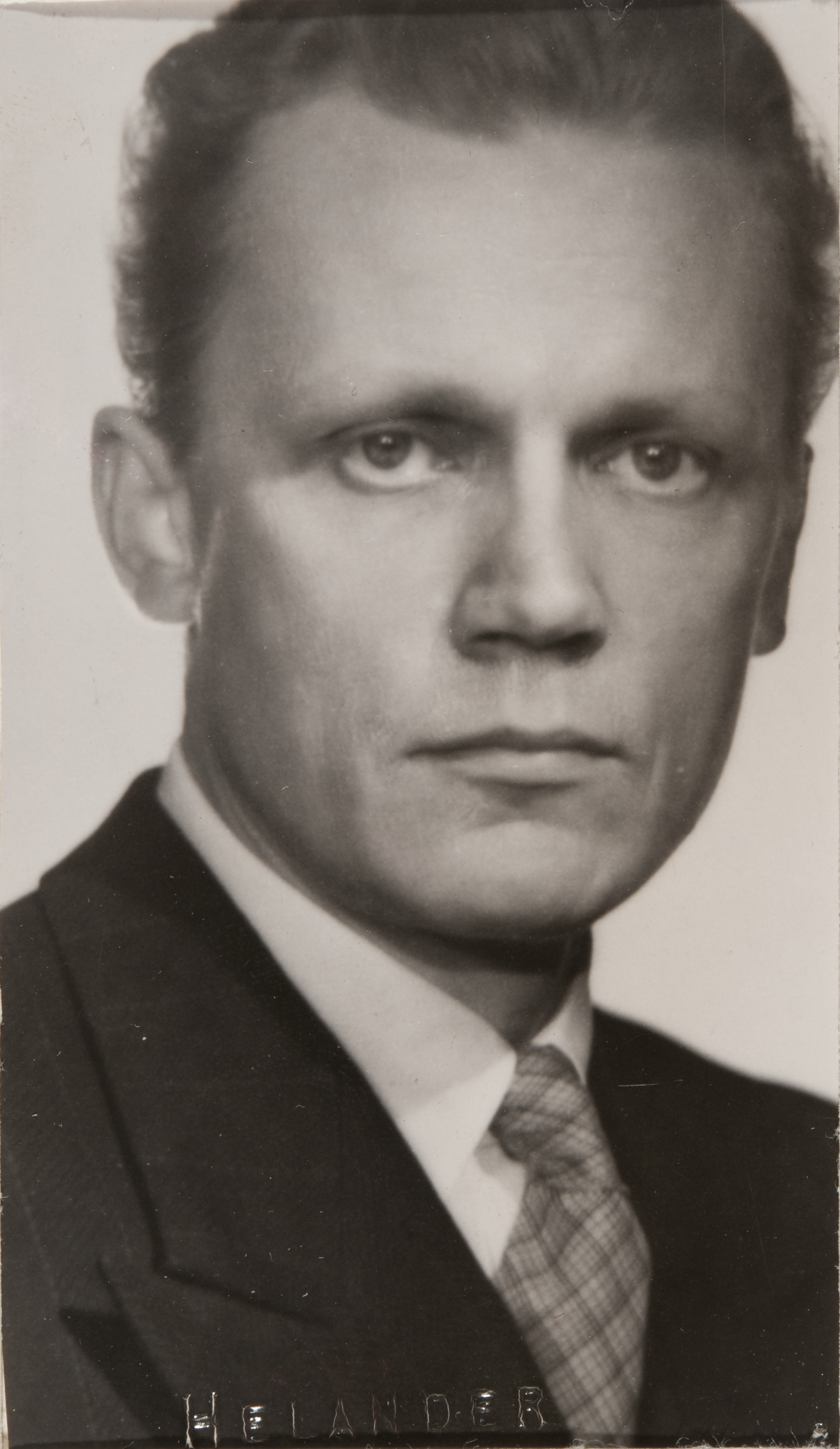
Eino Haipus.

Eino Haipus, född 31 januari 1910 i Uleåborg, död 2 mars 2004, var en finländsk dirigent och altviolinist. 
Haipus, som var son till maskinmästare August Haipus och Maria Manninen studerade vid Sibelius-Akademin 1927–1934 och 1945–1949 samt erhöll kompositionsdiplom 1948. Han deltog i kapellmästarkurs i Salzburg 1952 och företog studieresor till Tyskland och Österrike 1960 och 1963. Han var altviolinist i Helsingfors stadsorkester 1933–1953, dirigent för Vasa stadsorkester och Kuula-institutets ledare från 1953. Han var lärare i violinspel vid Sibelius-Akademin och ungdomsavdelningens orkesterdirigent 1952–1954, musiklärare vid Helsingin V yhteiskoulu och elevorkesterns dirigent 1946–1953, dirigent för Kallion yhteiskoulus elevorkester 1948–1953, Vaasan naiskuoro 1954–1965, manskören Pohjan Miehet från 1954, dirigent för Vasa operaförenings föreställningar i Vasa, på olika orter i Finland och i Umeå. Han var altviolinist i Fennia-stråkkvartetten 1950–1953. Han höll sin debutkonsert i Helsingfors 1945 och gjorde solistframträdanden i Helsingfors och landsorten. Han var gästdirigent i Finland, Sverige och Tyskland. Han var medlem i styrelsen för Finlands symfoniorkestrar från 1965 och i Syd-Österbottens kulturstyrelses konstsektion från 1966. Han komponerade stråkkvartett i D-dur, körkompositioner och folkvisearrangemang.